# Psarocolius angustifrons
El cacique dorsirrufo (Psarocolius angustifrons), también denominado oropéndola variable, oropéndola dorsirrojiza y conoto aceituno,  es una especie de ave paseriforme de la familia Icteridae que vive en el noroeste de Sudamérica. Se extiende por la Amazonía occidental y las selvas de tierras altas del norte y centro de los Andes y la cordillera de la costa venezolana. 

## Descripción

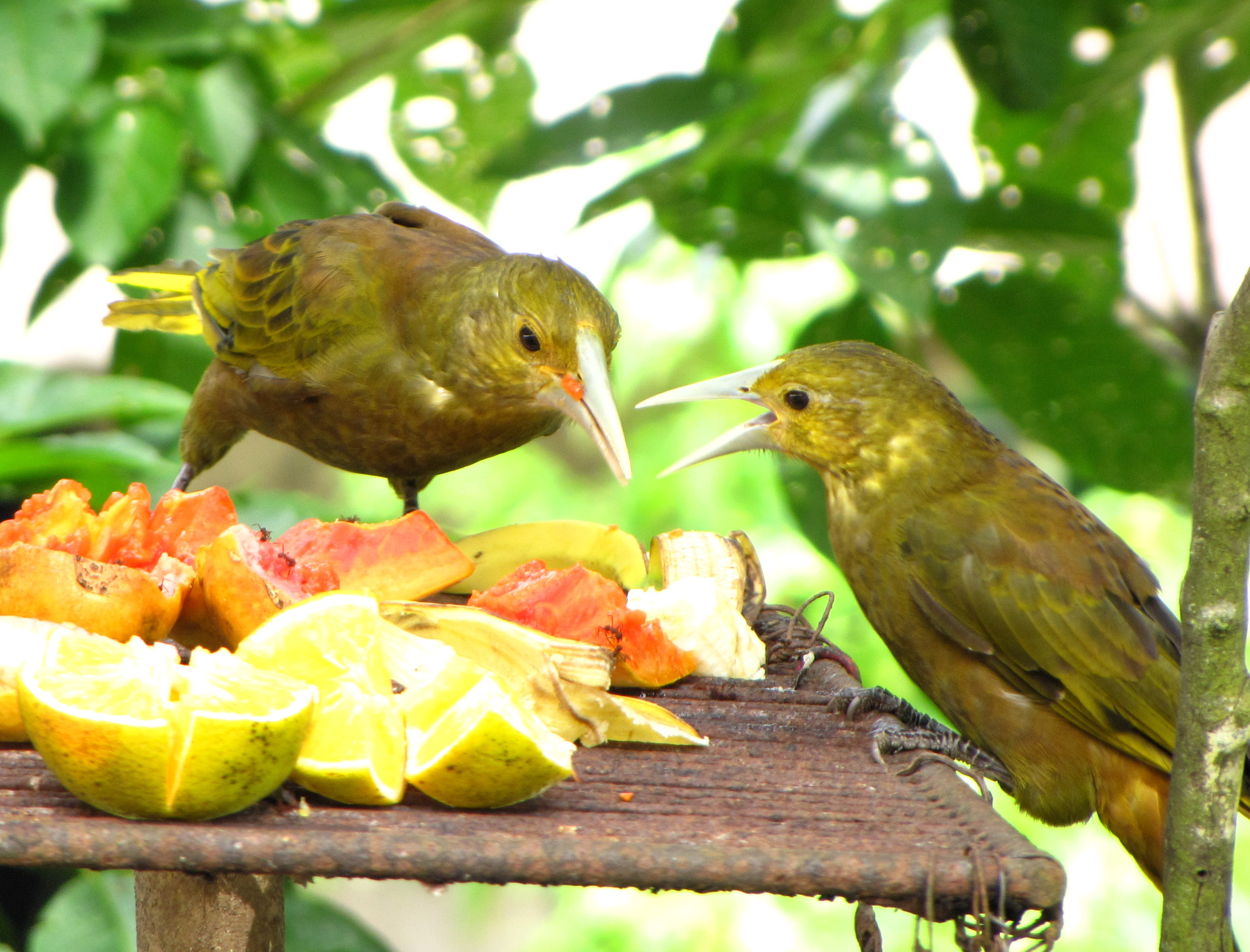
Dos ejemplares en un comedero en Venezuela.

Mide entre 47 y 46 cm de longitud, siendo los machos ligeramente mayores. Su plumaje es principalmente pardo oliváceo, con la espalda castaña y las alas negruzcas, entre el que destacan las plumas de color amarillo intenso de los laterales de la cola y su frente. Su plumaje también puede ser enteramente pardo oliváceo salvo las plumas amarillas de la cola. Su pico es largo, recto, estrecho y puntiagudo, y puede ser de color amarillento o negro. La subespecie nominal que vive en tierras bajas tiene el pico negro, mientras que las subespecies de tierra altas tienen el pico claro.

## Taxonomía
Se reconocen siete subespecies:
| - P. a. alfredi (Des Murs, 1856) - P. a. angustifrons (Spix, 1824) - P. a. atrocastaneus (Cabanis, 1873) - P. a. neglectus (Chapman, 1914) | - P. a. oleagineus (P. L. Sclater, 1883) - P. a. salmoni (P. L. Sclater, 1883) - P. a. sincipitalis (Cabanis, 1873) |